# オフ★チケ
オフ★チケ（おふちけ）はFM OSAKAで放送されているラジオ番組。

## 概要
2007年4月8日放送開始。

### 内容
- 毎週プレミアチケットや、話題のコンサートチケットの先行予約を紹介する。
- 毎週3本の先行予約を紹介し、1曲流している間に電話で受け付ける。曲が終わり、受付終了の音が鳴ったら受付締め切りとなる。
- 選考予約が完了したら、ローソンやサークルKサンクス、ファミリーマートの各店頭やチケットぴあなどで手続きを行う。
- 番組で取り上げる先行予約の情報はFM OSAKAで流れる番宣や、公式サイト上で告知されている。2007年8月までは金曜日に放送されていたSMILE(^_^)ナビ851番組内でも告知していた。

## 放送時間
- 水曜21:30～22:00(2008年1月2日 -)
- 日曜9:00～9:30(- 2007年12月)

## 出演
- 清水理恵子(2008年1月2日 -)

- 中嶋慶子(- 2007年12月)